# Trackball
Ne doit pas être confondu avec Trackpad ou Trackpoint.
 (octobre 2019).
Si vous disposez d'ouvrages ou d'articles de référence ou si vous connaissez des sites web de qualité traitant du thème abordé ici, merci de compléter l'article en donnant les références utiles à sa vérifiabilité et en les liant à la section « Notes et références ».

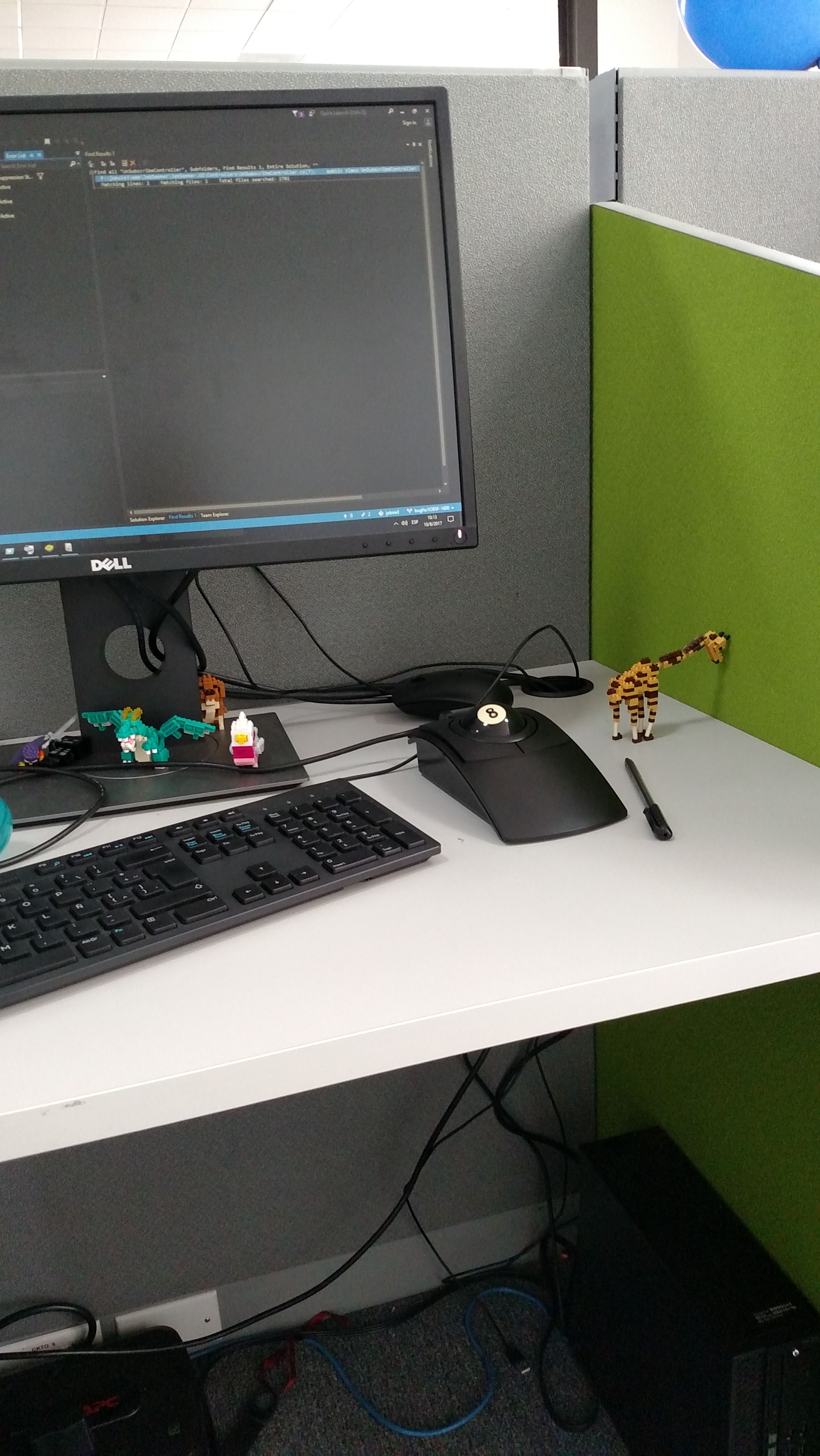
Le trackball du PowerBook 145.

Un trackball, ou boule de commande, est un dispositif de pointage permettant de déplacer des objets virtuels sur un écran d'ordinateur au travers de mouvements exercés sur une sphère intégrée au périphérique.

## Principe de fonctionnement

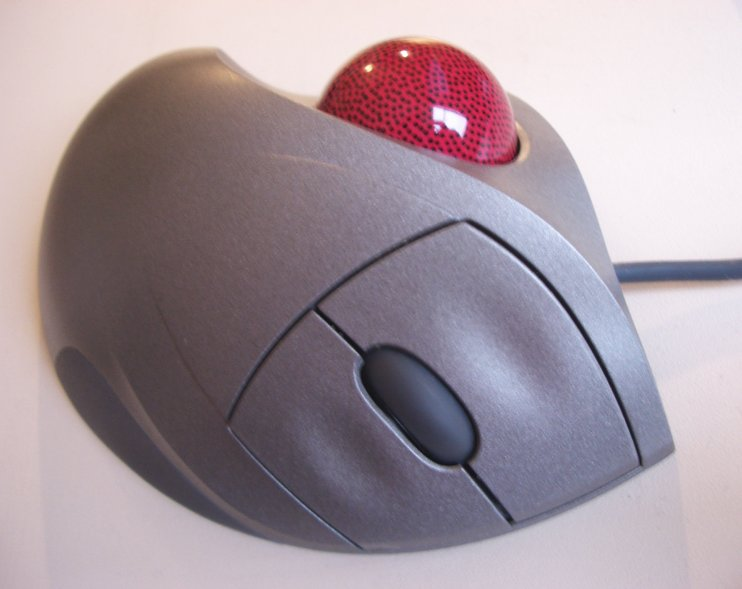
Un trackball Logitech TrackMan Wheel.

La boule repose sur des roulettes la laissant rouler librement. Deux roulettes principales sont reliées à des détecteurs de mouvements qui traduisent en signaux numériques les déplacements de la surface de la boule. Les deux capteurs sont orientés à 90° l'un par rapport à l'autre. L'un capte et transmet les mouvements en abscisse, l'autre les mouvements en ordonnée.
Il existe aussi des boules de commande optiques dans lesquelles le déplacement de la boule est mesuré par un capteur qui réalise des clichés de la surface (ce qui explique les points noirs présents sur certaines boules).
L'utilisateur fait « rouler » la partie émergée de la boule (avec son pouce, son index ou la paume de sa main en fonction des modèles). Différents boutons, placés à des endroits accessibles par le bout des doigts, permettent de sélectionner des actions.

## Domaines d'utilisation

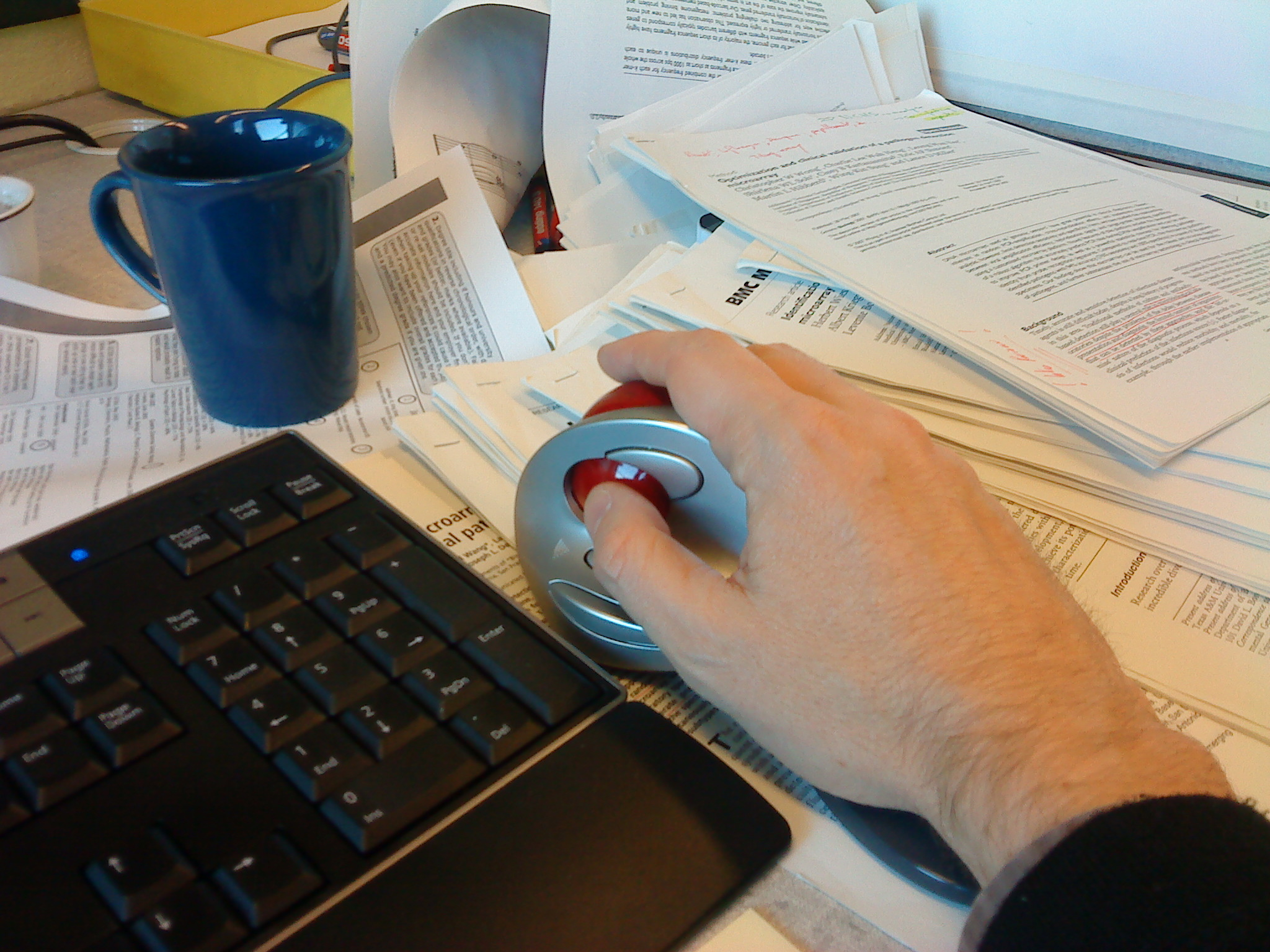
Utilisation d'un trackball Logitech Cordless TrackMan FX sur un plan de travail encombré.

Dans le domaine militaire, la boule de commande est utilisée pour le pointage radar. Dans le domaine civil, elle est plutôt utilisée en conception assistée par ordinateur (CAO).
La souris informatique est une évolution technique de la boule de commande qui a tout simplement été inversée. En effet, le principe de fonctionnement de la boule de commande est exactement le même que celui de la souris à boule.
Les boules de commande sont de moins en moins utilisées parce qu'elles sont moins intuitives pour les débutants. En revanche, elles n'ont pas besoin d'être déplacées pour être utilisées, ce qui peut s'avérer appréciable lorsque l'encombrement du bureau est tel qu'il n'y a pas la place d'y déplacer une souris.
Il a aussi existé des petits modèles de boule de commande pour les ordinateurs portables, en remplacement de la souris, avant la généralisation du pavé tactile et du trackpoint.